# Mu Virginis
Désignations
Mu Virginis (μ Vir / μ Virginis) dans la Désignation de Bayer est une étoile de la constellation de la Vierge, de magnitude apparente 3,88. 

## Nomenclature
Rijl Al Awwa est le nom propre porté par Mu Virginis / μ Vir.  Son introduction est due à Dorritt Hoffleit (en) (1962) à partir de la transcription que donne Richard Allen, transcription remaniée par rapport à celle d'Edward Knobel (1895), qui est Rijil al Aoua, le  nom arabe originel étant رجل العواء Riğl al-ᶜAwwā’, littéralement « le Pied du Hurleur » dans le traité d'al-Aḫsāsī (XVIIe siècle). Bizarrement, l’astronome égyptien a nommé ainsi cette étoile qui se trouve pourtant complètement en dehors du groupe βηγδε Vir, lequel qui constitue la XIIIe des manāzil al-qamar ou « stations lunaires » et porte le nom العواء al-ᶜAwwā’, « le Hurleur ».

## Propriétés
Mu Virginis st située à environ 61 années-lumière de la Terre. C'est une étoile jaune-blanc de la séquence principale de type spectral F2V.
Mu Virginis possède un compagnon avec qui elle partage un mouvement propre commun et d'une magnitude visuelle de 9,90. Cette étoile, désignée Mu Virginis B, était localisée en date de 2015 à une séparation angulaire de 42,4 secondes d'arc et à un angle de position de 297° de Mu Virginis A. Considérant la distance du système, cela correspond à une séparation projetée de 770 ua.